# Cehegín
Cehegín er en by og kommune i det sydøstlige Spanien i Murcia-regionen. Den har et indbyggertal på 14.476 (2024) indbyggere.